# Théa Greboval
Théa Greboval (* 5. April 1997 in Dieppe) ist eine französische Fußballspielerin.

## Vereinskarriere
Théa Greboval spielt seit ihrem siebten Lebensjahr Fußball im Verein, in den ersten Jahren in gemischten Jugendteams des FC Offranville. Mit 14 schloss sie sich dem größeren Nachbarklub FC Dieppe an, kehrte aber nach wenigen Monaten nach Offranville zurück. Im Sommer 2012 holte sie der damalige Zweitligist FCF Hénin-Beaumont nach Nordfrankreich, und fünf Wochen vor ihrem 16. Geburtstag wurde sie erstmals bei einem Ligaspiel in der Frauenmannschaft eingewechselt. Zugleich wurde sie auch in die französische B-Jugend-Auswahl berufen. In ihrer zweiten Spielzeit bei Hénin-Beaumont – dessen Frauschaft war in die erste Liga zurückgekehrt – hatte sie sich darin bereits als Stammspielerin etabliert und bestritt sämtliche 22 Punktspiele, 21-mal davon in der Startformation. Als das Team am Ende dieser Saison wieder abstieg, holte sie mit dem Juvisy FCF einer der Topklubs Frankreichs. Auch bei Juvisy kam sie in ihren ersten beiden Jahren nicht nur in deren A-Jugend-Mannschaft, sondern auch in der Ligaelf schon zu gut 20 Einsätzen. Als Juvisys Frauen vor der Saison 2017/18 mit dem Paris FC fusionierten, vollzog Greboval diesen Schritt mit.
Anfangs wurde Théa Greboval eher im defensiven Mittelfeld eingesetzt. Bei Juvisy und im U-19-Nationalteam spielt der Linksfuß hingegen auf der Außenverteidigerposition.

### Stationen
- FC Offranville (2003–2011)
- FC Dieppe (August bis Dezember 2011)
- FC Offranville (Januar bis Juni 2012)
- FCF Hénin-Beaumont (2012–2014)
- Juvisy FCF (2014–2017)
- Paris FC (seit 2017)

## In der Nationalmannschaft
In der Saison 2012/13 fand Théa Greboval bei zwei Spielen in der französischen U-16-Nationalmannschaft Berücksichtigung. Ab 2014 versäumte sie dann praktisch keine Begegnung der U-18/U-19-Auswahl, für die sie bisher 25-mal auflief; in diesem Kreis hat die Abwehrchefin einen Treffer erzielt. Mit diesem Team nahm sie an der Jahrgangs-Europameisterschaft 2015 teil, als Frankreich im Halbfinale Spanien erst nach Elfmeterschießen – sie hatte ihren Strafstoß verwandelt – unterlag. Anschließend wählte die Technische Kommission der UEFA Greboval in die Mannschaft des Turniers. Ein Jahr später war sie mit den Französinnen wiederum EM-Endrundenteilnehmerin und traf im Endspiel erneut auf ihre spanischen Altersgenossinnen, die Frankreich mit 2:1 besiegte. Inzwischen ist sie zudem Spielführerin. Bei der U-20-WM 2016 bestritt sie fünf Spiele und wurde Vizeweltmeisterin.
Beim Istrien-Cup im März 2017 gehörte sie zum französischen B-Aufgebot. In der A-Nationalmannschaft ermöglichte die neue Trainerin Corinne Diacre Greboval im Herbst 2017 ihr Debüt, griff anschließend aber nicht wieder auf sie zurück. (Stand: 15. September 2017)

## Palmarès
- U-19-Europameisterin 2016
- U-20-Vizeweltmeisterin 2016